# 2116 Mtskheta
2116 Mtskheta (1976 UM) là một tiểu hành tinh vành đai chính được phát hiện ngày 24 tháng 10 năm 1976 bởi R. M. West ở La Silla.